# Alchemilla cinerea
Alchemilla cinerea es una especie de planta del género Alchemilla, perteneciente a la familia Rosaceae.

## Taxonomía
Alchemilla cinerea fue descrita por Robert Buser en 1892.

## Distribución
Se encuentra en el territorio de Albania, Francia, Italia y en el noroeste de la península Balcánica.